# 新西兰宪法
新西兰宪法（英語：Constitution of New Zealand）是指一系列决定新西兰政治治理的法律与原则的总和，与许多国家不同，新西兰没有单一宪法文件。 新西兰宪法是不成文宪法，由书面和非书面的惯例组成，尽管宪法纳入了一些书面的文件，但“不成文宪法”仍被广泛使用。 1986年的宪法法令在宪法体系中起中心作用， 其他的还有法令、议会命令、特许状、法院判决、懷唐伊條約的原则，不成文的法律习惯和公约等等。普通法律和宪法性法律在立法技术上没有差异， 在大多数情况下，新西兰议会只要通过议会法案就可以进行“宪法改革”更改或废除宪法要素， 但也存在一些特殊情况：如1993年选举法规定某些内容只有通过全民公投才可以修改。
新西兰是一个议会民主制的君主立宪制国家，这一政治系统基于威斯敏斯特体系，随着新西兰宪法特色的发展，用威斯敏斯特体系描述开始变得不够恰当。 新西兰君主是新西兰的国家元首，由总督代表在新西兰行使权力，君主也是行政、司法和立法权力的来源，尽管这些权力掌握在民主选举的新西兰议会手中。

## 宪法性文件
宪法包括但不限于以下来源：
| 名称             | 日期   | 类型   | 描述                                                                                       |
| ---------------- | ------ | ------ | ------------------------------------------------------------------------------------------ |
| 内阁手册         | 1979年 | 公约   | 描述内阁程序，被视为“部长及其职员和政府部门决策的权威指南”。                               |
| 宪法法令         | 1986年 | 法令   | 描述了政府的三大分支，取代1852年宪法法令。                                                 |
| 选举法           | 1993年 | 法令   | 介绍了议会议员的选举。                                                                     |
| 皇家法律适用法   | 1988年 | 法令   | 将一些重要的英国宪法文件纳入新西兰法律中，包括大宪章、1689年权利法案、1701年王位継承法等。 |
| 新西兰总督特许状 | 1983年 | 特许状 | 介绍总督的角色和行政局的职能。                                                             |
| 新西兰权利法案   | 1990年 | 法令   | 列举了公民反对国家的权利，将公民及政治权利国际公约中的义务立法为新西兰法律。               |
| 高级法院法       | 2016年 | 法令   | 介绍了新西兰司法机构的管辖权，新西兰最高法院是新西兰的终审法院。                           |
| 懷唐伊條約       | 1840年 | 条约   | 英国王室和毛利人首领之间的条约。                                                           |